# Burning
Burning és un grup de rock madrileny creat el 1974 per José Casas (Pepe Risi), guitarra, Antonio Martín (Toño), veu, Johnny Cifuentes, teclats, i Enrique Pérez, baix, que abandonà el grup a finals dels 70.
Eixe mateix any, el 74, publicaren el seu primer single I'm burning. El 1975 participaren en el disc editat per Mariscal Romero, Viva el rollo, però assoliren la fama en compondre, el 1978, la cançó ¿Qué hace una chica como tú en un sitio como éste? que serví com a banda sonora de la pel·lícula de Fernando Colomo i eixir en ella com a actors.
Eixe mateix any havien gravat el seu primer Lp Madrid. A aquest li seguí El fin de la década (1979), Bulevar (1980), que incloïa cançons de la banda sonora de Navajeros, i Atrapados en el amor (1982). Poc després abandonà el grup un dels seus líders, Toño, que morí el 1991. Pepe Risi i Johnny Cifuentes seguiren endavant amb el projecte editant: Noches de rock'n'roll (1984), Hazme gritar (1985), Cuchillo (1987), Regalos para mama (1989), En directo(1991) i No mires atrás (1993).
El 1997 va morir de pneumònia Pepe Risi i es va editar el disc pòstum Sin miedo a perder(1998) i el disc homenatge en directe Una noche sin ti(1998). Ja sense Risi, Johnny, acompanyat de músics veterans en el grup, ha editat: Altura (2002) i Dulces dieciséis (2006), disc aquest acústic i de repàs als èxits del grup.